# Коле Сант'Антонио (Кјети)
Коле Сант'Антонио (итал. Colle Sant'Antonio) је насеље у Италији у округу Кјети, региону Абруцо.
Према процени из 2011. у насељу је живело 52 становника. Насеље се налази на надморској висини од 218 м.